# ボビー・スペクト
ボビー・スペクト（英語: Robert "Bobby" Specht、1921年10月22日 - 1999年1月11日）は、アメリカ合衆国出身のフィギュアスケート選手（男子シングル・ペア）。パートナーはジョーン・ミッチェル。1942年全米選手権優勝。

## 主な戦績

### 男子シングル
| 大会/年    | 1941-42 |
| ---------- | ------- |
| 全米選手権 | 1       |

### ペア
| 大会/年    | 1940-41 |
| ---------- | ------- |
| 全米選手権 | 3       |